# Josef Hlavatý
Josef Hlavatý (4. prosince 1943 Křimice – 25. ledna 1969 Plzeň) byl mladý pivovarský dělník, který se upálil ve večerních hodinách v pondělí 20. ledna 1969 v Plzni, na podstavci tehdy odstraněného pomníku T. G. Masaryka na tehdejším Dukelském náměstí (dnešní Náměstí T. G. Masaryka). Podle svých slov tak protestoval proti „ruským okupantům“. Inspirován byl podobným činem Jana Palacha, který se upálil na Václavském náměstí v Praze o čtyři dny dříve.

## Životopis
Jeho otec býval dozorcem v plzeňské věznici na Borech, odkud byl roku 1955 propuštěn a stal se dělníkem. Matka byla v domácnosti, oba rodiče byli dlouholetými členy KSČ.
Hlavatý se učil slévačem, ale pro časté absence a problémy s alkoholem byl ze školy vyloučen a poté vystřídal několik zaměstnání, naposledy jako pomocný dělník v pivovaru Prazdroj.. V roce 1964 se oženil a později stal dvojnásobným otcem, ale kvůli stálému alkoholismu (od roku 1960 byl celkem 7x hospitalizován na záchytce.) od něj žena v roce 1968 odešla a on tento fakt těžce nesl, koncem roku přestal chodit do práce a údajně začal mluvit o sebevraždě. Počátkem ledna 1969 pak bylo manželství rozvedeno a děti připadly matce do výhradní péče, což Hlavatého deprese jen prohloubilo.
Vztah Hlavatého k vládnoucímu režimu nebyl původně nijak zvláštní, protirežimně se neprojevoval, až po invazi do Československa se účastnil odporu proti okupantům při jejich srpnovém příjezdu do Plzně ve středu 21. 8. 1968 (sundáváním orientačních tabulek, vylepováním protiokupačních plakátů). Zřejmě v té době se také změnilo jeho přesvědčení, údajně začal projevovat antikomunistické uvažování a obdiv k prvorepublikovému Československu. Poté, co se v sobotu 18. ledna dozvěděl o tom, že se v Praze upálil Jan Palach, začal být náhle ještě zasmušilejší než obvykle – například se náhle přestal zajímat o sport, ani nešel „na pivo“, ale nikomu se o nějakém úmyslu Palacha následovat nezmínil, jakkoliv se o jeho čin údajně velmi zajímal (což bylo v té době logické). Rodiče tedy toto jeho chování dávali spíš do souvislosti s rozvodem.

## Upálení
V pondělí 20. ledna dopoledne se Hlavatý odebral do restaurace, kde se seznámil se železničním dělníkem Stanislavem Humlem a spolu pak během odpoledne navštívili několik restaurací – naposledy Lidový dům, kde Hlavatý mezi 14. a 19. hodinou vypil 6 nebo 7 piv. Poté se Hlavatý, Huml a dvě neznámé dívky rozhodli jít do kina na film Farářův konec, Hlavatý se však krátce poté od skupiny oddělil s tím, že jde domů a že se s Humlem sejdou druhý den v hospodě. Po celou dobu údajně nijak nehovořili o politice ani o Palachovi, za kterého se ten den v Praze sloužila smuteční panychida.
Poté, co Hlavatý dorazil domů, bez vysvětlení vzal dvoulitrovou lahev petroleje (ten rodina používala pro doplňování hřbitovních lampiček) a odebral se s ní na zhruba sto metrů vzdálené Dukelské náměstí k podstavci po odstraněné soše T. G. Masaryka. Tam se polil petrolejem a po delší snaze (vyškrtal několik zápalek) se mu povedlo zapálit. Ve tmě nebyla jeho snaha viditelná, až po rozhoření (za studena těžko vznítitelného) petroleje si jej všimli někteří chodci, ale zprvu jej považovali za „tryznu“ – až poté, co podnapilý hořící Hlavatý zavrávoral a udělal několik kroků, přiběhli k němu jako první manželé Štěrbovi, kteří na Hlavatého hodili kabát a po krátké době oheň udusili. Podle svědků Hlavatý nijak nekomentoval svůj čin, pouze žádal o stržení hořícího oděvu. Oznámení o hořící osobě přijala ve 20:12 i linka tísňového volání Veřejné bezpečnosti, hlídkové vozy VB dorazily na místo téměř zároveň s vozem Záchranné služby.
Poté, co záchranář MUDr. Weisz provedl základní ošetření a Hlavatého odvezli do nemocnice, započalo přímo na místě vyšetřování jak kriminální službou VB, tak i Státní bezpečností. Byly zajištěny kriminalistické stopy, fotodokumentace a řada svědeckých výpovědí, nebyl však objasněn motiv činu. Vyšetřovatelé proto ještě týž den zahájili trestní stíhání proti neznámé osobě pro podezření ze spáchání trestného činu účasti na sebevraždě. Na místě činu zůstal hlouček cca 30 osob, který se postupně rozrostl až na cca 150 lidí, postupně se vracejících domů z odpolední směny. Poté, co na místě několik přítomných zapálilo upomínkové svíčky, se společenství pomalu rozcházelo a kolem 23. hodiny již bylo prostranství téměř liduprázdné.
V tehdejší Vojenské nemocnici Na Borech Hlavatého ošetřoval MUDr. Sovák. Hlavatý měl těžké popáleniny na hlavě, rukou, hrudníku, břiše a částečně na stehnech, celkově byly zasaženy 2/3 povrchu těla. Po úvodním ošetření začal lékař sestavovat anamnézu a snažil se zjistit Hlavatého motivaci k sebevraždě upálením – z jeho útržkovitých vyjádření, ovlivněných podaným sedativem Dolsin, vyrozuměl něco o protestu proti ruské okupaci a o nenávisti k Rusům, po odvezení na resuscitační pokoj bylo prý slyšet ještě protiruské nadávky. V důsledku popálenin pak musela být Hlavatému provedena tracheotomie, poté již byl rozhovor s ním nemožný.
Hlavatý zemřel po pěti dnech, v sobotu 25. ledna večer. Pohřeb se konal v rodinném kruhu bez zájmu veřejnosti a sdělovacích prostředků.

## Hodnocení činu
Hlavatý po sobě nezanechal žádné písemné materiály, objasňující jeho motivaci – jedinou spojitost s politickou situací tak představuje jeho ústní sdělení po převozu do nemocnice, kdy ošetřujícímu lékaři MUDr. Sovákovi sdělil, že ruské okupanty nemá rád.
Ještě v den činu, v pondělí 20. ledna 1969 okolo 21:30, vystoupil v živém vysílání Československé televize prezident republiky Ludvík Svoboda. Ten ve svém vzrušeném a emotivním dvanáctiminutovém projevu vyzval mladé lidi, aby přes pokračující okupaci a normalizaci čin Jana Palacha neopakovali – tento projev byl avizován divákům již kolem 19. hodiny, Hlavatého čerstvý sebevražedný pokus byl s ním tedy spojen spíš bezprostřední náhodou a prezident jej už také zmínil: „Právě jsem dostal otřesnou zprávu, že v Plzni podobným způsobem vztáhl ruku na svůj život další mladý člověk. Za vaše rodiče, za všechen lid naší země, za sebe, i ve jménu lidskosti, ke které jsme se společně zavázali, vás žádám, zastavte tyto strašlivé činy!“.
Během úterý 21. ledna 1969 začali kriminalisté rozplétat Hlavatého vztahy a životní osudy. Týž den pak ministr vnitra ČSR Josef Grösser na tiskové konferenci mohl uvést vcelku pravdivou informaci, že Hlavatý je alkoholik se závažnými osobními problémy a že jeho čin nelze spojovat s činem pražského vysokoškoláka, se kterým Hlavatý nebyl v žádném kontaktu. Podobně Hlavatého čin vykreslil o den později i ústřední deník ÚV KSČ Rudé právo. Hlavatého sdělení k ošetřujícímu lékaři nebylo zveřejněno, s oficiálními interpretacemi se proto ztotožnila i veřejnost.
Ve středu 22. ledna 1969 už náčelník Krajské správy SNB Plzeň pplk. Dvořáček ve zprávě pro ministra vnitra Grössera jednoznačně uvádí: „Motiv jeho jednání vyplynul zřejmě z jeho osobních konfliktů a nikoliv politického přesvědčení, i když bylo ovlivněno bezpochyby psychózou činu Palacha. Jeho čin také nevyvolal v Plzni a v kraji celkem žádné vzrušení a po zveřejnění bližších okolnosti se obyvatelstvo dále uklidnilo. Od jeho činu se distancují i studenti a stejné stanovisko mají i dělníci v závodech.“
Čin Josefa Hlavatého tak byl oficiálně dehonestován jako akt, který poskvrnil čistotu činu Jana Palacha coby „Pochodně č. 1“. Zřejmě proto je jako „Pochodeň č. 2“ považován až čin Jana Zajíce z 25. února 1969.
Padesáté výročí těchto událostí si plzeňská veřejnost připomenula 20. ledna 2019 při vzpomínkovém aktu pořádaném městem na Masarykově náměstí před sousoším T. G. Masaryka.

## Pamětní deska
V sobotu 20. ledna 2024 u příležitosti 55. výročí jeho činu byla odhalena pamětní deska na místě, kde byly nalezeny ohořelé zbytky jeho oděvu a krabička zápalek. Deska obsahuje nápis: Zde se upálil dne 20. 1. 1969 plzeňský občan Josef Hlavatý (4. 12. 1943 – 25. 1. 1969). Kromě toho je na ní umístěn QR kód, jehož načtení zobrazí podrobnější informace o Josefovu Hlavatém a jeho činu. Autorem pamětní desky je sochař Luděk Míšek z Fakulty designu a umění Ladislava Sutnara ZČU v Plzni.